# تونل عشق

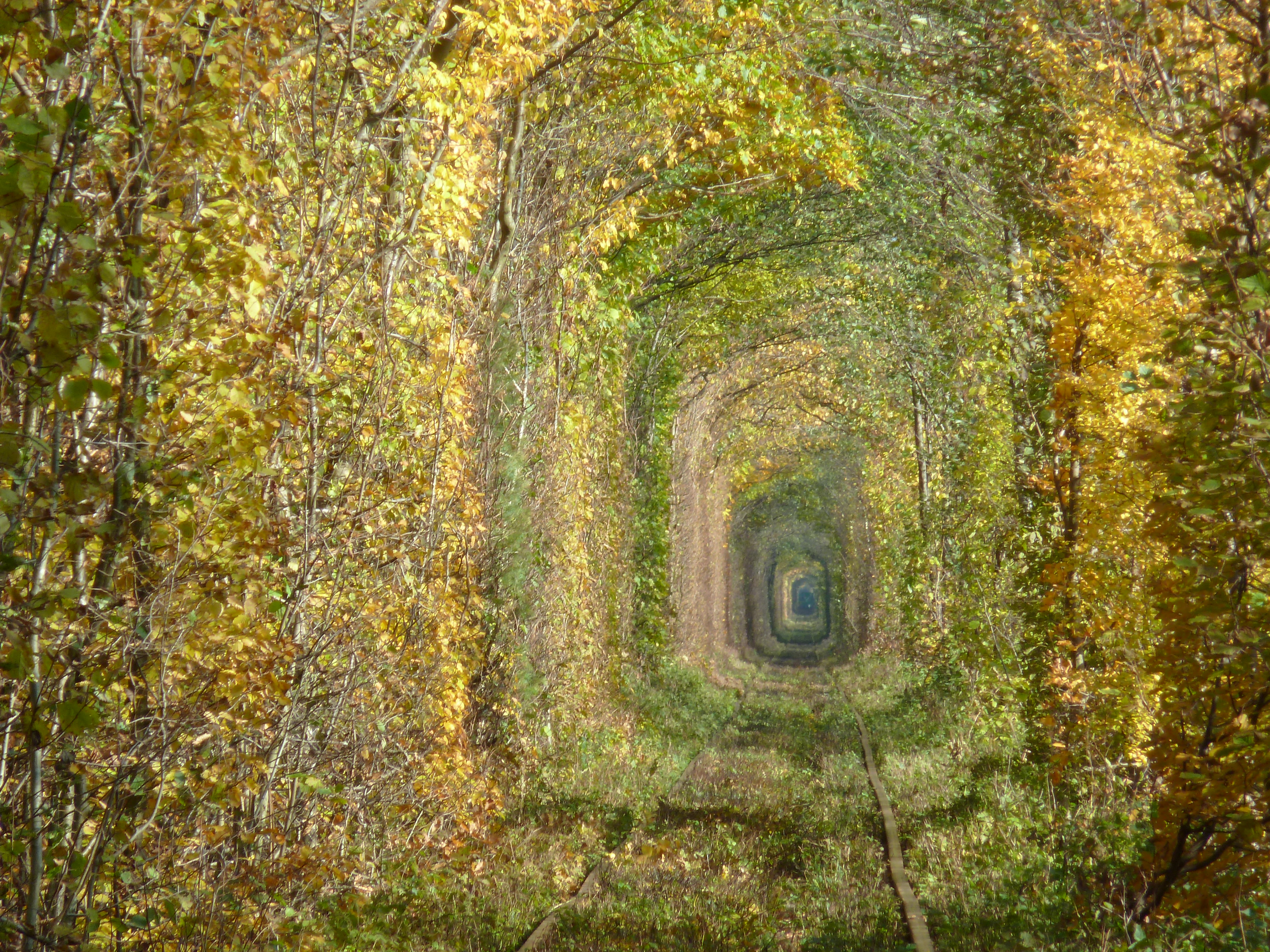
تونل عشق در شهر کلوان

تونل عشق (به زبان انگلیسی "Love tunnel") در کشور اوکراین، در نزدیکی شهر کوچکی به نام کلوان قرار دارد. این مکان سوژه اشعار بسیاری از شاعران آرمانگرای رمانتیسم و هنرمندان این سبک بوده است. اطراف این تونل را درختان زیادی فراگرفته‌اند و با آغاز تابستان و در ماه‌های گرم سال با رشد درختان آنجا، تونلی سه کیلومتری در اطراف خط راه آهن به وجود می‌آید، که سرتاسر از شاخ و برگ درختان پوشیده شده است. راه آهنی از میان این تونل گذر می‌کند که متعلق به کارخانه فیبر تخته می‌باشد و لوکوموتیو باری در روز سه بار از تونل عشق می‌گذرد تا چوب‌ها را به کارخانه برساند. این تونل حاصل رشد خلاقانه و بی نظیر شاخه‌های درختانی هستند که اطراف راه آهن وجود داشته‌اند. زیباترین زمان تونل عشق در فصل بهار و پاییز می‌باشد که با زیبایی و رنگ‌های فوق‌العاده‌ای همراه است. در فصل‌های دیگر همچون زمستان از زیبایی خاص خود برخودار است و زمین به طور کامل سفدی پوش می‌شود. تونل عشق جزو یکی از معروف‌ترین جاذبه‌های گردشگری کشور اکراین است که توریست‌های زیادی برای بازدید از این تونل به شرق این کشور سفر می‌کنند. اهالی منطقه معتقداند که راز ورمزهای پیچیده‌ای میان این تونل و درختان است که عشاق را به خود جذب می‌کنند و شگفتی‌های بسیاری درون خود پنهان کرده است.